# Moundian
Moundian est une commune rurale située dans le département de Gourcy de la province du Zondoma dans la région Nord au Burkina Faso.

## Géographie
Situé sur la rive sud de la rivière Kourougui, Moundian se trouve à environ 15 km au sud-ouest du centre de Gourcy, le chef-lieu du département, et 25 km au nord de Yako. Koundouba se trouve également à 15 km à l'ouest de Niessèga et de la route nationale 2 reliant le centre au nord du pays.

## Économie
L'économie de Moundian est basée sur l'agriculture et le maraîchages au nord de la ville, activités permises grâce à la proximité de la Kourougui pour l'irrigation.

## Santé et éducation
Moundian accueille un centre de santé et de promotion sociale (CSPS) tandis que le centre médical avec antenne chirurgicale (CMA) de la province se trouve à Gourcy.
Le village possède une école primaire.